# Yu Ching-Hsiao
Yu Ching-Hsiao (nacido el 16 de noviembre de 1911, fecha de muerte desconocida) fue un jugador de baloncesto chino. Compitió en el torneo masculino en los Juegos Olímpicos de Berlín 1936.